# ウェルズレイ・ロード・トラム駅
ウェルズリー・ロード駅 (英語:Wellesley Road tram stop) は、グレーター・ロンドン、クロイドン・ロンドン特別区にあるトラムリンクの駅である。

## 隣の駅
ロンドン交通局
■トラムリンク
■ルート1
ウェスト・クロイドン駅（一方通行(運行)） - ウェルズレイ・ロード駅 - イースト・クロイドン駅（エルマーズ・エンド駅方面）
■ルート2
ウェスト・クロイドン駅（一方通行(運行)） - ウェルズレイ・ロード駅 - イースト・クロイドン駅（ベックナム・ジャンクション駅方面）
■ルート3
ウェスト・クロイドン駅（一方通行(運行)） - ウェルズレイ・ロード駅 - イースト・クロイドン駅（ニュー・アディングトン駅方面）